# مديرية أرشيف الدولة التركية
في تركيا ، تم إنشاء مديرية أرشيف الدولة (بالتركية: Devlet Arşivleri Başkanlığı) في عام 1984 كمؤسسة وفقًا لقانون تنظيم رئاسة الوزراء رقم 3056 للسيطرة على أرشيف الجمهورية والأرشيف العثماني والوثائق الإدارية.